# セント・ルシア (クィーンズランド州)

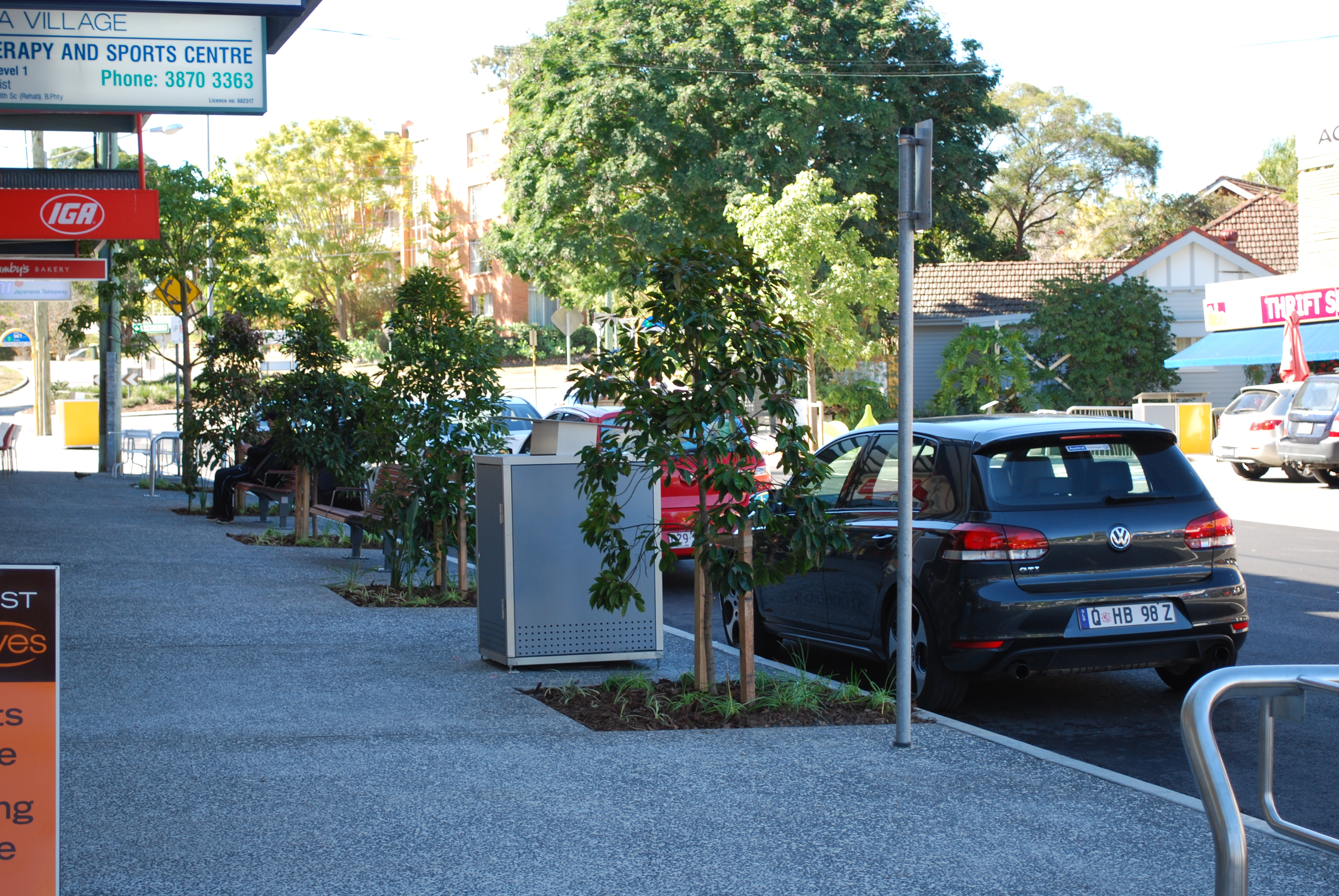
街の様子

セント・ルーシャ (St. Lucia)  は、オーストラリア連邦ブリスベン市内のサバーブである。ブリスベンCBDの南西5km に位置する。ブリスベン川に面しており、古くから富裕層の居住地として知られている。北部の川岸には高層住宅が林立する。南部は戸建が多い。
東部には州内で最古の歴史を持つ、クイーンズランド大学のメインキャンパスが立地する。100haを超える広大な敷地はセント・ルーシャの面積の約3割に相当する。

## 歴史
- 1860年代、William Dart はジャワ、モーリシャスからサトウキビを輸入、農園が設立される
- 1870年代、サトウキビ圧搾機を製作、ブラウンシュガー・間もなく白糖を生成し始める
- 1880年代、この地域の一部をダートから購入し、宅地販売を行った William Wilson は故郷西インド諸島のサトウキビ畑の風景に因み、"セント・ルーシャ", "St. Lucia" と命名

## 交通
関連項目：ブリスベンの交通
- フェリー (シティ・キャット)
- バス
- 自転車